# Gaspard Ryelandt
Gaspard Ryelandt, né le 15 juin 1987 à Etterbeek (province de Brabant), est un auteur de bande dessinée alternative et chanteur belge francophone.

## Biographie

### Jeunesse et formation
Gaspard Ryelandt naît le 15 juin 1987 à Etterbeek, une commune bruxelloise. Il est le fils de l'écrivain Martin Ryelandt.
Après son diplôme à l'Institut Saint-Luc de Bruxelles dans la section bande dessinée, il poursuit sa formation artistique pour un master à l'École de recherche graphique en option narration,. Il est agrégé en arts plastiques.

### En bande dessinée
Puis, il participe à différents collectifs de L'Employé du Moi. Il publie également sur le site grandpapier.org,.
En 2012, il sort son premier roman graphique Éclosion chez le même éditeur. Cet ouvrage constitué comme un triptyque raconte la vie d'un homme en trois histoires. Selon la critique du journal La DH Les Sports+ : « Un certain laps de temps s'est écoulé entre le premier chapitre et les deux autres. Ce qui explique l'évolution du dessin. Le tracé, plus fragile au début, est plus net et marqué dans les deux dernières parties. [...] Inspiré par les épures japonaises, le dessinateur bruxellois propose un dessin minimaliste. ».
Selon Morgan Di Salvia, chroniqueur du site ActuaBD et futur éditeur chez Casterman : « Pour son premier album, Gaspard Ryelandt imagine une suite sensuelle de trois histoires, mêlant fantasmes, angoisse, volupté et apparitions magiques. Une « Éclosion » étonnante. ».
En 2018, en résidence artistique au festival Livresse à Charleroi,, il écrit le scénario du one shot Mystérieux Objet céleste pour Mortis Ghost, publié par la même maison d'édition. Les auteurs racontent en bande dessinée des récits extraordinaires d’observations d’ovnis, basés sur de vrais témoignages.

### Avec Robbing Millions
Il est membre de Robbing Millions (nl). Il rejoint comme chanteur trois musiciens de jazz : Lucien Fraipont, le batteur Jakob Warmenbol, Leo Dupleix et le bassiste Laurens Smet.

### Artiste
Pendant l'été 2020, il participe avec Marie Mahler au sein du collectif Cuistax au projet zomerVITRINEdété visant à partager sa version de « Bruxelles en vacances », avenue de Waha à Auderghem. Il réalise encore une fresque avec Bihua Yang sur une caravane dans le cadre du festival Park Poétik qui propose en juillet 2020 à Forest des activités pour les enfants. La caravane est exposée pendant un mois sur la place de Rochefort à Saint-Gilles.
Le 28 septembre 2022, il réalise une fresque murale : Le Bal cosmique, conçue avec Marie Mahler à l'occasion du 200e anniversaire de BNP Paribas Fortis dans son nouveau siège, voisin du Palais des Beaux-Arts. La fresque inspirée par l’Art nouveau représente l’ensemble des disciplines artistiques proposées à Bozar ainsi que la diversité de ses publics et est offerte par Bozar à son partenaire qui décorera le 1er étage du nouveau bâtiment de la banque.
À l'initiative de Bruxelles Mobilité et la STIB, en collaboration avec la Ville de Bruxelles, il peint, toujours avec Marie Mahler, entre avril 2022 et avril 2024 une fresque pour la station de métro Rogier fraîchement rénovée,. Les artistes se sont inspirés de l'architecture du gigantesque auvent à la forme suggérant un ovni de la place Rogier pour orner l'accès vers la tour Manhattan. 

### Vie privée
Il demeure à Saint-Gilles en 2012.

## Parentèle
Il est l'arrière-petit-fils du baron Joseph Ryelandt.

## Œuvres

### Publications

#### Albums de bande dessinée

##### Éclosion
- Éclosion[3],[6],[17],[18], L'Employé du Moi, Bruxelles, 23 mai 2012
Scénario et dessin : Gaspard Ryelandt - Couleurs : noir et blanc -  (ISBN 978-2-930360-50-8) — Format poche.

##### Mystérieux Objet céleste
- Mystérieux Objet céleste[7], L'Employé du Moi, Bruxelles, 14 novembre 2018
Scénario : Gaspard Ryelandt - Dessin : Mortis Ghost - Couleurs : bichromie -  (ISBN 9782390040491)

##### Le9eRêve
- 6. 30 ans de BD à Saint-Luc et à l'ERG[19], École de recherche graphique, Institut Saint-Luc de Bruxelles, Bruxelles, septembre 2006
Scénario : collectif - Dessin : collectif dont Gaspard Ryelandt - Couleurs : quadrichromie,Illustration de couverture : François Schuiten et Claude Renard. Contribution : Amoureux Transit (3 pages).

#### Collectifs
- Conte le monde[20], collectif dont Gaspard Ryelandt, Îles de paix
- Polyominos[21], L'Employé du Moi, Bruxelles, octobre 2007
Scénario : collectif - Dessin : collectif dont Gaspard Ryelandt - Couleurs : quadrichromie -  (ISBN 978-2-930360-16-4),Recueil réunissant 20 auteurs qui se sont prêtés aux mêmes règles : raconter une histoire en une planche de 20 cases muettes et modifier ensuite l'ordre des cases afin de raconter une autre histoire. Les deux récits se retrouvent dans cet ouvrage.
- 2048[20], Salmigondis, Bruxelles, juin 2009
Scénario : collectif - Dessin : collectif dont Gaspard Ryelandt - Couleurs : quadrichromie -  (ISBN 9782805200120), — 40 ans de la section bande dessinée à Saint-Luc.
- Fanzine Ratatouille no 7[20], collectif dont Gaspard Ryelandt
- Appendix[20], L’Employé du Moi, Bruxelles, octobre 2010
Scénario : collectif - Dessin : collectif dont Gaspard Ryelandt - Couleurs : quadrichromie -  (ISBN 978-2-930360-32-4),Téléchargeable gratuitement au format PDF sur le site de l'éditeur[22].
- Revue Cuistax no 12[23].

### Expositions

#### Expositions individuelles
- Bob sur le travail de collage à partir de la bande dessinée Bob et Bobette au Moeder Lambic, Bruxelles[20] ;
- Carte blanche à Mortis Ghost et Gaspard Ryelandt[7], festival Livresse, Charleroi, du 24 octobre au 27 octobre 2018.

#### Expositions collectives
- au musée de la bande dessinée pour la nouvelle édition du 9e Rêve[20] ;
- pour la quinzaine de la bande dessinée dans le cadre du projet Polyominos aux éditions de L’Employé du Moi[20] ;
- à la Maison Pelgrims pour la sortie de 2048 aux éditions Salmigondis[20] ;
- pour la sortie du fanzine Ratatouille no 7[20] ;
- au Monte en l’air pour la sortie d’Appendix aux éditions de L’Employé du Moi[20] ;
- Plimpst au Chaff[20].

### Discographie
- 2013 : Robbing Millions (nl) – I did not realize[24]
- 2014 : Robbing Millions – Lonely Carnivore[9] (10", EP, Ltd, Num, CD, EP), Music Mania (4) 11296, MMEP039
- 2018 : Don Kapot – Don Kapot Mr. Nakayasi
- 2021 : Robbing Millions – Camera (File, FLAC, MP3, WAV, Single) MGMT Records
- 2021 : Robbing Millions – Holidays Inside MGMT Records, PIAS.

### Filmographie
- Au-delà des icebergs de Xavier Christiaens, fiction, 60 min, interprétation : Gaspard Ryelandt[25].
- Donnie Darko, clip du groupe Le Colisée avec Zoé Jusseret, 2016[26].
- Les Statues ont souri, clip[27]
- Étienne Daho - Après le blitz ft. Flavien Berger, clip musical, 2018, 3 min[28].

#### Livres
: document utilisé comme source pour la rédaction de cet article.
- Thierry Bellefroid et Jean-Marie Derscheid, « Ryelandt Gaspard », dans 77 auteurs de bande dessinée en Wallonie et à Bruxelles, Bruxelles, Wallonie-Bruxelles International, 2017, 128 p., ill. ; 26 cm (ISBN 2-930071-83-4, lire en ligne), p. 94-95. .

#### Articles
- Lucien Fraipont et Gaspard Ryelandt (interviewés), « Robbing Millions: Le voyage dans la lune », Bruzz,‎ 25 octobre 2016 (lire en ligne, consulté le 19 septembre 2024).